# Playa Limbo
Playa Limbo est un groupe mexicain de rock, originaire de Guadalajara, dans l'État de Jalisco. Le groupe est formé par Jass Reyes (chant), Ángel Baillo (basse), Jorge Corrales (claviers) et Servando Yáñez (batterie). En 2015, le groupe fête les 10 ans de son premier succès radio et en 2016, María León (chant) annonce son départ définitif du groupe.
Le nom du groupe est né après l'une de leurs premières tournées musicales, l'idée étant de trouver un son qui transporterait l'auditeur dans un endroit (comme une plage) que l'on ne pourrait atteindre qu'en rêvant, c'est ainsi qu'est né Playa Limbo. En 2007, ils commencent à se faire connaître avec leur première chanson El eco de tu voz, qui est placée comme thème principal de la série télévisée de TV Azteca, La vida es una canción.
En mars 2007, ils sont signés par Sony BMG, et sortent peu après leur premier album studio intitulé Canciones de hotel, qui comprend des singles remarquables tels que El eco de tu voz, 10 para las 10 et El tiempo de ti. En 2009, ils reviennent à la télévision en prêtant leur chanson Un gancho al corazón à la telenovela homonyme, diffusée sur la chaîne mexicaine Canal de Las Estrellas de Televisa. La chanson est produite par Ettore Ettore, le producteur de l'album. La chanson est produite par Ettore Grenci et enregistrée et mixée par Fabrizio Simoncioni.

## Histoire

### Débuts (2003–2006)
Le groupe est formé en 2003 lorsque Ángel Baillo et Jorge Corrales se retrouvent après avoir joué ensemble dans un groupe local de rock. Avec l'idée d'expérimenter le mélange de la musique des années 1980 avec des rythmes électroniques, un projet aléatoire appelé Vodkatronik voit le jour. Plus tard, ils rencontrent María León, qui rejoint le groupe en tant que chanteuse et guitariste. Avec ce projet, ils se produisent dans différentes régions du Mexique, dans des villes comme Querétaro, Tepic, León, Aguascalientes, entre autres.
La pop est le style qu'ils choisissent et à travers lequel on peut remarquer l'influence du jazz, du RnB, du folk, de la musique latine et du rock avec un contenu littéral, quotidien et authentique. En 2005, Servando Yáñez rejoint le projet pour y ajouter un son plus organique. Après avoir enregistré leur première démo la même année, et après avoir eu un single à la radio, El eco de tu voz, ils se produisent dans diverses salles de Mexico. Playa Limbo commence en 2006 avec l'enregistrement de leur premier album indépendant en tant que quatuor.

### Canciones de hotel(2007–2009)

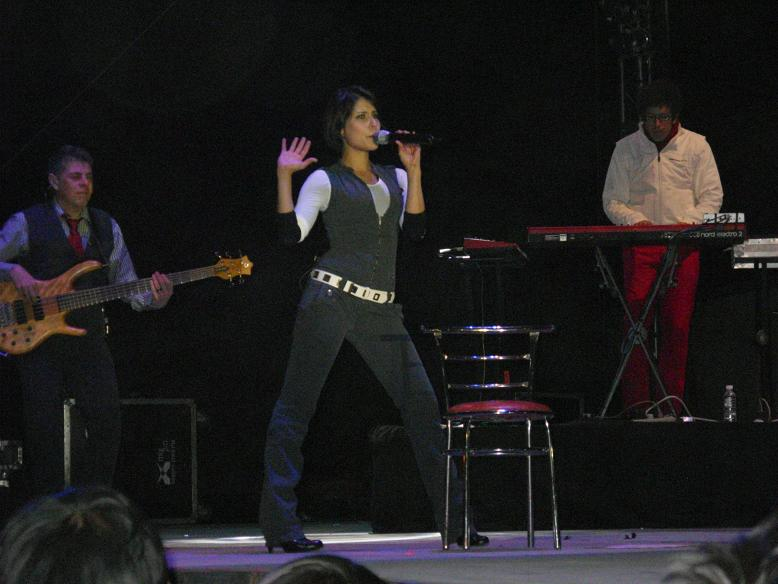
Playa Limbo, à la foire de Querétaro en 2008.

Au milieu de l'année 2007, le groupe est engagé par Sony BMG pour enregistrer son premier album, intitulé Canciones de hotel. Cet album contient quatorze chansons, dont Regresará, El eco de tu voz, 10 para las 10, Andar, Miel de motel, El tiempo de ti, et Todo lo que fuimos, entre autres.
En juillet 2007, El eco de tu voz est choisi comme premier single du groupe. Dans la vidéo, on voit le groupe jouer dans une maison et différentes personnes y apparaître, comme pour montrer différentes facettes du groupe. Après seulement quelques semaines à la radio, El eco de tu voz devient un grand succès et a conduit le groupe à participer à de nombreux concerts de stations de radio, l'un des plus importants étant Voces con causa 2007 dans la ville de Pachuca, Hidalgo, en décembre 2007, où ils interprètent des chansons telles que 10 para las 10 et El eco de tu voz.
En décembre 2007 et janvier 2008, Playa Limbo sort le deuxième single de son album Canciones de hotel intitulé 10 para las 10. La vidéo montre le groupe jouant sur une scène d'horlogerie et un danseur de ballet qui échoue et recommence, entre autres mouvements de danse. 10 para las 10 atteint et même dépassé le succès de El eco de tu voz en nous montrant une chanson plus complexe sur le plan des paroles que leur précédent single.
Playa Limbo continue à promouvoir sa production, Canciones de hotel, qui comprend Un gancho al corazón thème de la série télévisée homonyme), une chanson produite par Ettore Grenci et mixée par Fabrizio Simoncioni. Après une présentation au cours de laquelle ils tournent leurs succès musicaux, Playa Limbo est certifié disque d'or pour ses ventes élevées.

### Año Perfecto(2010–2011)
Le 30 mars 2010, le groupe sort l'album Año Perfecto dans les magasins physiques et numériques, réalisant des ventes supérieures à celles de leur précédent album Canciones de hotel. La même année, le 16 novembre, ils sortent la réédition de leur album, intitulée Año perfecto (Edición especial), à laquelle ils ajoutent 4 chansons inédites, un titre bonus et un hommage au groupe Mecano avec la chanson Los amantes. Avec cet album, ils réalisent d'importantes ventes qui leur permettent d'obtenir un disque d'or pour les ventes au Mexique, une édition de l'album aux États-Unis, des nominations aux Oye Awards, et trois singles en première position.
À la mi-2011, le groupe change de label discographique, passant de Sony BMG au label Warner/Chappel Music, sans explication.

### El tren de la vidaetDe días y de noches(2012–2016)
Le 16 janvier 2012, ils sortent leur premier single intitulé Imaginarte de leur nouvel album Tren de la vida, dont la date de sortie est prévue pour la mi-mai, mais ils font la promotion de leur premier single en le mettant à disposition en téléchargement gratuit sur leur page Facebook ou sur Twitter. L'album contient 10 chansons, dont sont extraits 3 singles officiels tels que Imaginarte, Calendario sorti le 23 septembre 2012 et Que bello sorti en décembre 2012, qui est une reprise de la chanson de la chanteuse vénézuélienne Kiara (es). Ce troisième album est enregistré en Argentine.
En avril 2015, ils sortent leur quatrième album plus un DVD intitulé De días y de noches qui atteint la première place sur iTunes et devient disque d'or. Avec plusieurs singles qu'ils sortent tout au long de leur carrière et un nouveau single intitulé Piérdeme el respeto, qui atteint le Top 20 Pop charts de Monitor Latino. L'album est enregistré en direct au Centro Cultural Roberto Cantoral, avec cet album, ils célèbrent également leurs 10 ans de carrière musicale.
Début 2016, Playa Limbo réédite son album De Días y de Noches avec trois nouvelles chansons, Piérdeme el Respeto (Versión 2016), ¿Qué Somos ? (Versión Estudio) et leur nouveau single Sola. En décembre 2016, María León annonce sur les réseaux sociaux qu'elle quitte le groupe pour poursuivre d'autres projets, notamment un nouveau projet avec la chaîne de télévision Telemundo  et, en lien, un éventuel album solo.

### Universo amor(depuis 2017)
À la mi-janvier 2017, le nom de la nouvelle vocaliste, Ada Jassiel Reyes Ávila, connue sous le nom de Jass Reyes, ancienne participante de La Voz México, est annoncé, faisant ses débuts dans le groupe avec le single Mi Perdición. Jass déclare à cet égard « Je suis tellement heureuse et excitée d'embarquer dans un nouveau voyage aux côtés de partenaires aussi incroyables, de musiciens et maintenant d'amis ».
Le 20 octobre 2017, ils sortent un nouveau single intitulé Ahora es aquí, qui est diffusé sur les plateformes numériques et les services de streaming sous le label Seitrack d'OCESA. En 2018, ils sortent leur cinquième album studio Universo amor, qui contient 11 chansons, dont 5 en collaboration avec d'autres artistes tels que Saak, Marco Mares, Daniela Calvario, Mando et Caztro. Le groupe entame une tournée promotionnelle en 2019, qui se poursuit jusqu'en février 2020 à l'Auditorio Nacional de Mexico, ainsi que dans des villes telles que Tokyo, Canberra, Sydney et Bangkok.

## Discographie

### Albums studio
- 2008 : Canciones de hotel
- 2012 : El tren de la vida
- 2021 : Luces de Sal
- 2024 : Hora Cero

### Albums live
- 2015 : De días y de noches

### Bandes-son
- 2007 : La vida es una canción
- 2009 : Un gancho al corazón
- 2014 : A dónde va nuestro amor

### Collaborations
- 2016 : La Sonora Dinamita - Que nadie sepa mi sufrir
- 2016 : Sasha, Benny y Erik - Ay amor
- 2021 : Los Socios del Ritmo - Suave